# Práče
Práče (en allemand : Pratsch) est une commune du district de Znojmo, dans la région de Moravie-du-Sud, en République tchèque. Sa population s'élevait à 804 habitants en 2020.

## Géographie
Práče se trouve à 12 km à l'est-nord-est de Znojmo, à 47 km au sud-ouest de Brno et à 185 km au sud-est de Prague.
La commune est limitée par Stošíkovice na Louce au nord, par Lechovice à l'est, par Hodonice et Tasovice au sud, et par Bantice à l'ouest.

## Histoire
La première mention écrite de la localité date de 1190.